# Qaraxanlı (Ağcabədi)
Qaraxanlı è un comune dell'Azerbaigian situato nel distretto di Ağcabədi. Conta una popolazione di 900 abitanti.